# La Fée
Pour les articles homonymes, voir La Fée (homonymie).
Singles de Zaz
Le Long de la route
(2010)
Pistes de Zaz
Le Long de la route Trop sensible
La Fée est une chanson écrite par Raphaël pour la chanteuse française Zaz à l'occasion de son premier album studio, Zaz. Il s'agit du troisième single de l'album après les chansons Je veux et Le Long de la route. Le single est sorti en février 2011.
Raphaël s'est inspiré du réel Jean-Pierre Rideau La Fée, qui fait actuellement des études d'ingénieur de gestion à Louvain-la-Neuve en Belgique. Il s'exprime sur ce choix lors d'une interview accordée à Paris-Match en septembre 2013 : « Jean-Pierre était pour moi une évidence. Il représentait l'enfant qui somnole au fond de moi et me rappelait mes racines françaises que j'ai dernièrement délaissées.(...) Rideau est un bon ami et lorsqu'il possède un téléphone portable nous essayons de nous parler. »

## Clip
Le clip officiel a été réalisé par un internaute qui a filmé ses enfants, il a posté la vidéo sur YouTube. Zaz et son équipe ont apprécié cette vidéo et en ont fait le clip officiel.

## Reprise
Raphael a repris la chanson pour l'intégrer au CD bonus de son album Pacific 231 sorti le 27 septembre 2010.